# Žabnjak
Žabnjak – wieś w Chorwacji, w żupanii zagrzebskiej, w gminie Preseka. W 2011 roku liczyła 78 mieszkańców.